# Carl Snoeck
Charles (Carl) Snoeck (Amsterdam, 30 september 1885 – München, 27 maart 1946) was een Nederlandse violist, voornamelijk bekend in Duitsland.
Hij, van Joodse komaf, was zoon van artiest/komiek Henri Snoeck en Anna Hartog, wonende aan Zoutsteeg 1. Oudere broer Nathan Snoeck was eveneens musicus en firmant bij de "Internationale Muziekhandel Heuwekemeijer en Biet".  
Hij kreeg zijn opleiding van Christiaan Timmner, violist van het Concertgebouworkest. Zowel in 1903 als in 1904 soleerde hij (dan nog Karel Snoek) een keer bij dat orkest, waarbij Willem Mengelberg dirigeerde. In 1905 werd hij soloviolist en concertmeester van het Göteborg Symfonieorkest.
Hij trok vervolgens in 1907 naar München om er lid te worden van het orkest van Münchner Philharmoniker, dan nog in Nederland bekend als het orkest van Franz Kaïm. Hij werd er tweede concertmeester. Hij groeide daaruit tot eerste concertmeester, maar was sinds 1919 ook werkzaam bij het aan dat orkest gelieerde orkest van het kuuroord Bad Kissingen. Hij trad met genoemd symfonieorkest ook wel als solist op. In de herinnering bleef de eerste uitvoering in januari 1930 van An alle mist Hütchen Schuld van Siegfried Wagner waarin hij soleerde onder Karl Böhm. In de jaren 1930-1939 kreeg hij te maken met opkomend Nazi-Duitsland in Beieren. Dat leidde in maart 1934 tot ontslag uit het orkest Bad Kissingen en in april 1938 uit het Münchner orkest. Zijn collega Josef Lengsfeld, samen waren zij de enige Joden in genoemde orkesten, volgde zijn lot en pleegde in 1938 zelfmoord na Kristallnacht. Na zijn ontslag werd Snoeck ingedeeld bij dwangarbeiders die wegen aanlegden. Hij kon na de Tweede Wereldoorlog de draad weer oppakken bij beide orkesten, echter voor slechts korte tijd. 